# Stazione di Ripalimosani
La stazione di Ripalimosani era una stazione ferroviaria, posta sulla ferrovia Termoli-Campobasso, sita nel territorio di Campobasso e a servizio del comune di Ripalimosani.

## Storia
Attivata nel 1883, venne successivamente declassata al rango di fermata ferroviaria. Venne soppressa, insieme ad altri impianti della linea, il 15 dicembre 2001.